# نادي شيروكي برييغ
نادي شيروكي برييغ (بالإنجليزية: NK Široki Brijeg)‏ هو نادي كرة قدم في البوسنة والهرسك تأسس في 1948. يلعب في دوري البوسنة والهرسك الممتاز. يدربه غوسي سيدلوسكي.

## وصلات خارجية
- الموقع الرسمي